# Matteo Marzotto

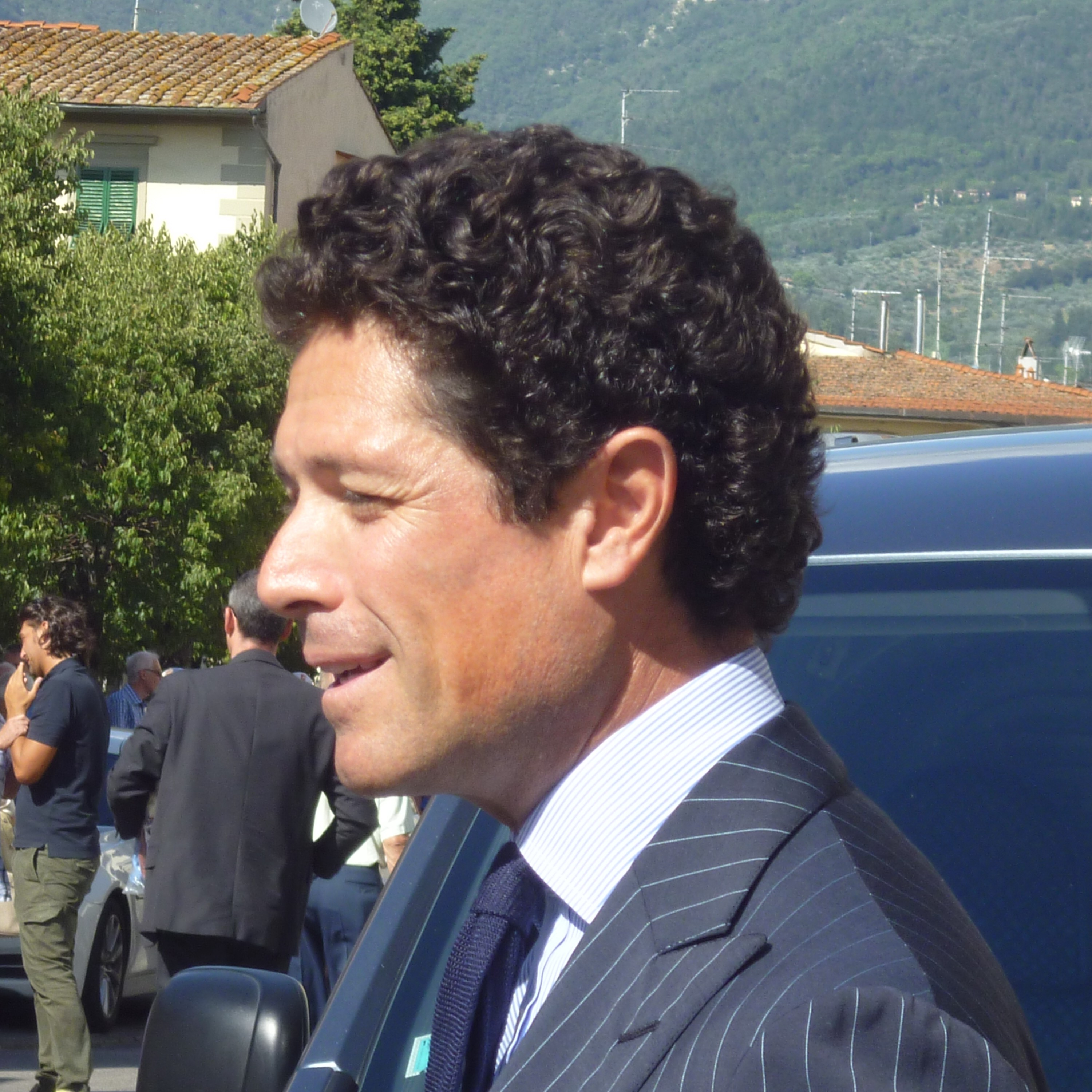
Matteo Marzotto (2014)

Matteo Marzotto (* 26. September 1966 in Rom) ist ein italienischer Unternehmer, Manager und ehemaliger Präsident der italienischen Nationalen Tourismusbehörde (ENIT).

## Biografie
Marzotto ist der fünfte Sohn von Graf Umberto Francesco Marzotto und Marta Vacondio.
Von 2003 bis 2008 war er erster Chief Operating Officer und anschließend Präsident von Valentino S.p.A. Als Unternehmer erwarb und lancierte er von 2009 bis 2013 Vionnet, dessen Präsident er von 2008 bis 2013 war. Von 2013 bis 2016 war er Präsident und CEO der Messe Vicenza. Von 2016 bis 2018 war er Executive Vice President der Italian Exhibition Group, einem Unternehmen, das aus der Zusammenlegung der Messe Vicenza und der Messe Rimini hervorging. Seit 2016 ist er Präsident von Dondup. Seit 2012 war er Präsident der Marzotto Project Association und ist ebenda seit 2018 Vizepräsident. 
Als Beamter war er von 2013 bis 2016 Präsident der CUOA Foundation. Von 2008 bis 2011 war er Präsident und Beauftragter der Agenzia nazionale italiana del turismo (ENIT).